# 小原敏人
小原 敏人（こはら としひと、1927年1月15日 - 2024年12月18日）は、日本の実業家。日本ガイシ社長・会長、日本ファインセラミックス協会会長等を務めた。勲二等瑞宝章、フランス共和国レジオンドヌール勲章シュヴァリエ章、ベルギーレオポルドII世勲章コマンドール章勲章、藍綬褒章受章、日本セラミックス協会賞功労賞受賞、在名古屋フランス名誉領事。

## 来歴・人物
神奈川県出身。旧制横浜第一中学（のちの神奈川県立希望ヶ丘高等学校）を経て、1951年旧制東京商科大学（のちの一橋大学）卒業。大学時代は上田辰之助ゼミナールに所属。大学の先輩に誘われ日本碍子に入社。
1986年日本碍子代表取締役社長、1994年代表取締役会長、2002年相談役、2007年特別顧問。多角化路線をとり、エンジニアリング事業、セラミックス事業、電子部品事業、金属事業などを展開し、収益の柱に育てた。一方、連結の経営悪化に伴い、子会社再建等、グループのリストラクチャリングにあたった。
1986年レオポルドII世勲章コマンドール章受章。1988年藍綬褒章受章。1990年日本下水道施設業協会副会長、1993年中部経済連合会副会長、1997年日本ファインセラミックス協会会長、1999年在名古屋フランス名誉領事。名古屋都市産業振興公社理事長。
2005年日本国際博覧会誘致を支援。2002年勲二等瑞宝章受章。
趣味は長唄、歌舞伎鑑賞。子供のころから読売ジャイアンツのファン。血液型はA型。二男、一女。
2024年12月18日、心不全のため死去。97歳没。